# Огород короля (Версаль)

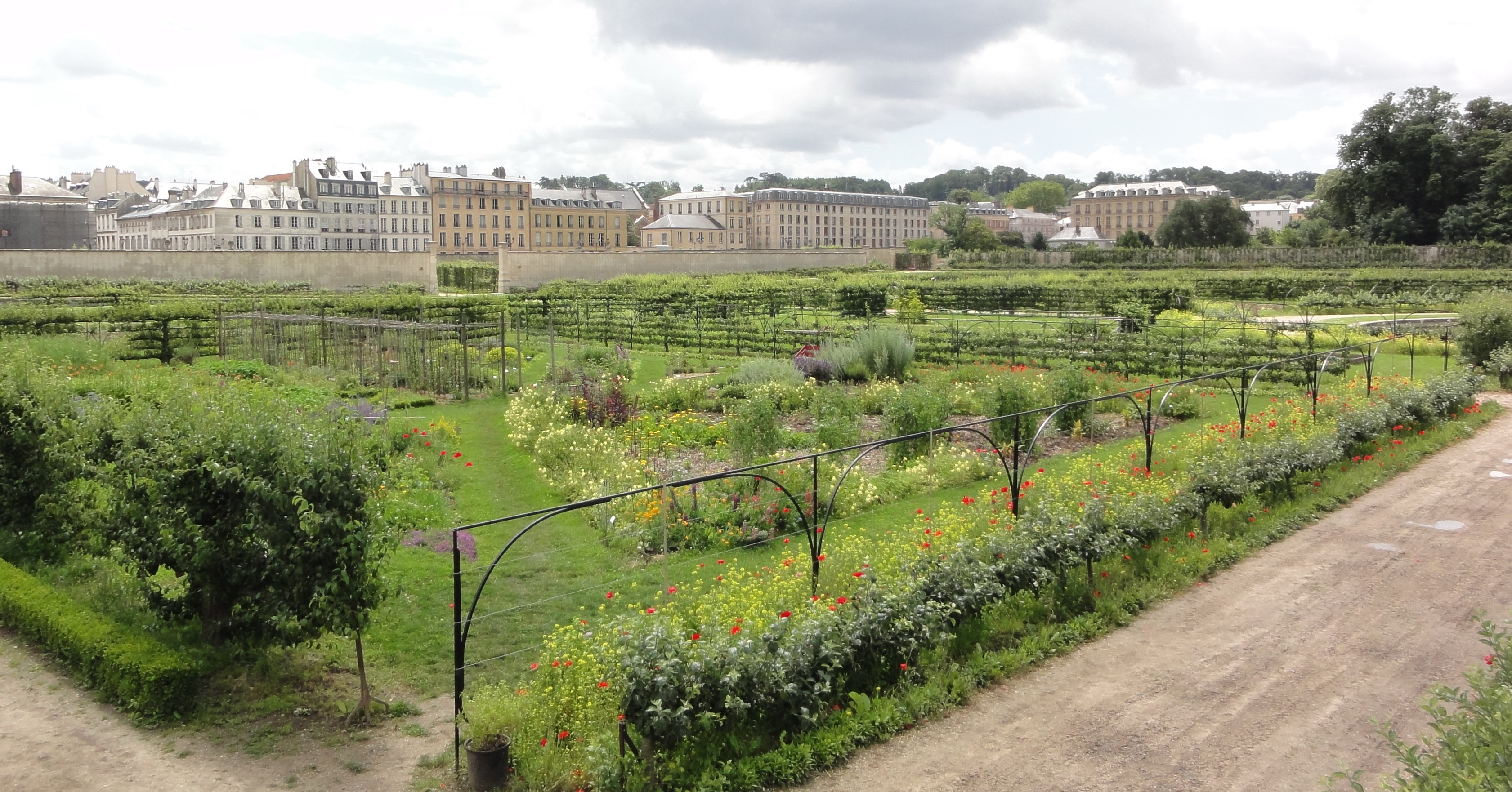
Огород короля в Версале

Огород короля (фр. Potager du roi) — был устроен рядом с Версальским дворцом во Франции для выращивания свежих фруктов и овощей, подаваемых к столу королевского двора Людовика XIV. Огород был образован к 1683 году юристом по профессии Жан-Батистом де Ла Кентини (фр. Jean-Baptiste de La Quintinie), занимавшем должность директора королевских садов и огородов.
В настоящее время огород находится в ведении французской «Национальной высшей школы ландшафтного искусства» (фр. École Nationale Supérieure du Paysage), государственного учебного заведения, где обучаются архитекторы ландшафтного дизайна.
Огород внесён Министерством культуры Франции в список знаменитых садов и парков Франции. «Огород короля» и «Парк Бальби» в 1926 году классифицированы во Франции как национальный исторический памятник.  Классифицирован (1926)

## История

### Огород короля в эпоху Людовика XIV
Выбранный участок местности совсем не подходил для устройства огорода и, как следствие, потребовались значительные работы по осушению существовавшего здесь болота и насыпи плодородного грунта. Сначала сюда свозили землю, высвободившуюся при рытье соседнего «Швейцарского бассейна», поверх неё укладывали плодородный грунт, взятый с расположенных поблизости холмов Сатори. Затем, образованные грядки обильно удобряли большим количеством навоза, который свозили в огород из «Малых конюшен», расположенных неподалёку.
Значительные строительные работы по сооружению террас и высоких стен были выполнены под руководством архитектора Жюля Ардуэн-Мансара. Причем красивые стены из полого кирпича, помимо защитной и декоративной функции, выполняли задачу накопления дневного тепла от солнечных лучей, которое они отдавали растениям в ночное время. Теплицы пока ещё во Франции не строили.
Огород находился сбоку от «Швейцарского бассейна», неподалёку от дворцовой оранжереи. Король попадал в огород через монументальные ворота из кованого железа, «врата короля», которые выходили на аллею у «Швейцарского бассейна».
Современный облик огорода очень напоминает его первоначальный внешний вид. Он занимает площадь 9 гектаров. В огороде имеется круглый бассейн с фонтаном в самом центре, окружённый Grand Carré — «большим квадратом», состоящим из 16 квадратных грядок растений. Над этим квадратом возвышается терраса, откуда король мог наблюдать за работой садовников. Grand Carré окружён высокой стеной, за которой устроены 29 огороженных садов, где высажены овощи и фруктовые деревья. Продуманная компоновка различных сегментов огорода образует различные специфические микроклиматы, что позволило Ла Кентини выращивать овощи и фрукты вне привычного сезона.
В своей книге Instruction pour les jardins fruitiers et potagers, Ла Кентини пишет:

Как почва, так и воздух, регулярно нагреваться могут только благодаря солнечным лучам. Тем не менее, должен заметить, что я был весьма счастлив, когда смог имитировать его для нескольких маленьких плодов: благодаря этому я получил урожай на пять-шесть недель раньше положенного срока, к примеру, земляника созрела в конце марта, горох — в апреле, инжир в июне, спаржа и кочанный салат в декабре и январе…
Оригинальный текст (фр.) la chaleur, tant dans la terre que dans l’air ne peut régulièrement venir que des rayons du soleil. J’ose dire pourtant que j’ai été assez heureux pour l’imiter en petit à l’égard de quelques petits fruits : j’en ai fait mûrir cinq et six semaines devant le temps, par exemple des fraises à la fin mars, des précoces, et des pois en avril, des figues en juin, des asperges et des laitues pommées en décembre, janvier...
— La Quintinie, Instruction pour les jardins fruitiers et potagers
Поскольку Людовик XIV сильно любил инжир, Ла Кентини устроил в огороде отдельную фиговую рощу (фр. figuerie); специальный сад в углублении, укрытый от зимних осадков, благодаря чему он получал первый урожай инжира уже в середине июня. Также у него были устроены отдельные участки для дынь и арбузов; три огорода для «пряной зелени, огурцов и других зелёных листьев»; и отдельный сад для земляники и вишни. Он культивировал 50 сортов грушевых деревьев и 20 сортов яблок, подаваемых на стол королю, а также 16 различных сортов салата-латук.
В годы правления Людовика XIV огород являлся очень крупным предприятием; для ухода за садовыми участками, теплицами и 12 000 деревьями требовалось 30 опытных садовников. В 1682 году король велел директору огорода Ла Кентини построить здесь свой дом, а также жильё для садовников.
Людовик XIV очень гордился новым огородом. 31 июля 1684 года, как писал Данжо в своём Дневнике двора Людовика XIV, король «прогуливался в своих садах и в огороде, где он разрешил собирать и кушать фрукты всем кто сопровождал его».

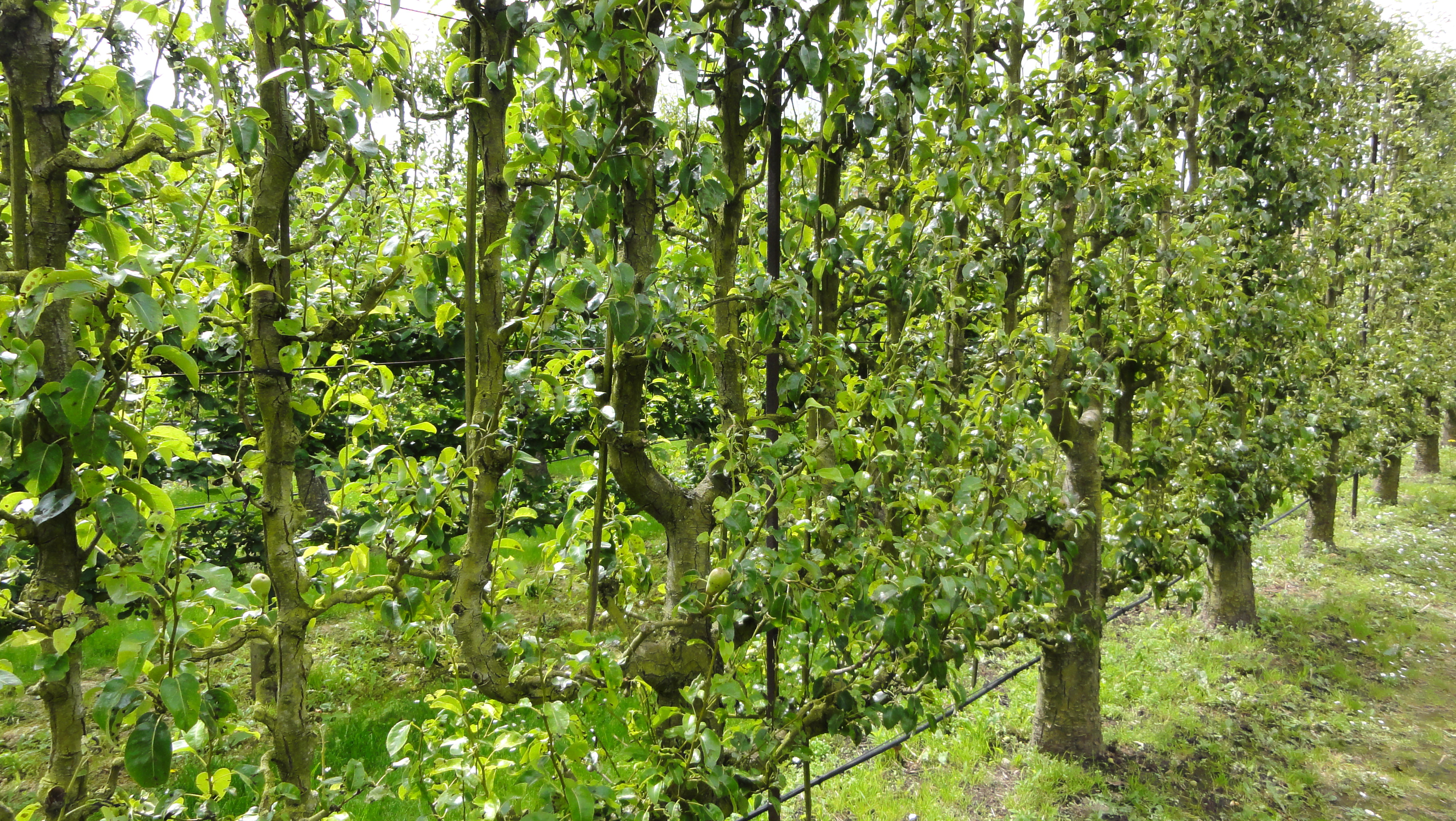
Участок с грушей в огороде короля

Людовик XIV, посещая огород, приводил с собой важных гостей, например, посла Сиама или дожа Венеции, чтобы показать им чудеса огородного мастерства. Также он рассылал образцы своего любимого сорта грушевого дерева Bon Chrétien, в подарок главам других государств.
Разнообразие сортов растений, выращиваемых в королевском огороде, было обязательным предметом обсуждения за ужином в Версале. Как писала мадам де Севинье, «Продолжается повальное увлечение горохом; за прошедшие четыре дня наши принцы обсуждали три темы, нетерпеливое ожидание пока подадут горох, поедание гороха, и удовольствие от поедания гороха.»
Начиная с 1685 года, когда Мануфактура Saint-Gobain стала производить стёкла большого размера, в огороде появилась возможность выращивать растения под стеклянными рамами и даже в теплицах с дровяным обогревом. Сочетание разных методик выращивания позволило подавать свежие овощи и фрукты на стол королю даже вне привычного сезона. Было специально построено здание для укрытия на зиму семисот кадок с инжиром, благодаря чему урожай любимых фруктов короля собирали на протяжении 6 месяцев в году.
Ла Кентини управлял садами вплоть до своей смерти в 1688 году. Потом его должность короткое время занимал коллега Ле Кентини, Николя Беснар (фр. Nicolas Besnard), а в 1690 году ему на смену пришёл Франсуа Ле Норман (фр. François Le Normand). Два сына Ле Нормана и их дальнейшие наследники руководили огородом короля на протяжении следующих 90 лет. Они образовали новый участок для выращивания спаржи, а также провели огромные восстановительные работы садов после особенно сильных заморозков 1709 года.

### От эпохи Людовика XV до Французской революции
После смерти Людовика XIV в 1715 году королевский двор покинул Версаль и расходы на содержание огородов были значительно уменьшены. Франсуа II Ле Норман в большом квадрате Grand Carré разбил травяной газон и проводил эксперименты с новыми сортами растений. Бургомистр Амстердама в своё время подарил Людовику XIV кофейное дерево; Ле Норман смог в теплице огорода вырастить 12 кофейных деревьев каждое высотой 4 метра, чтобы королю Людовику XV могли подавать кофе, сваренный из зёрен, выращенных в собственном огороде.
Двор Людовика XV вернулся в Версаль в 1723 году, и Луи Ле Норман, ставший директором «огорода короля» после смерти своего брата Франсуа, заново высадил в Grand Carré зелень и салат-латук. Также он построил шатровую теплицу, известную как «голландская теплица», где, начиная с 1735 года, он смог выращивать ананасы. Ко времени Французской революции в теплицах росло 800 ананасовых кустов.
В 1750 году «огород короля» возглавил Жак-Луи Ле Норман. Он построил три новые обогреваемые теплицы и расширил научные исследования в садах. Теперь королевский огород не поставлял ко двору Версаля обычные овощи и фрукты, а только самые редкие и необычные. Ле Норман экспериментировал с редкими видами растений, к примеру, молочай, жасмин, пальмы Латания и бананы, завозимыми в страну французскими путешественниками.
Жак-Луи Ле Норман, последний представитель семейства директоров огорода короля, скончался в 1782 году, и хозяйство перешло в управление Александра Брауна, садовника с английскими корнями, работавшего прежде в садах королевского дворца Шуази. Браун обновил огород, уменьшив размер пруда в центре, и демонтировал стены между одиннадцатью участками на северной террасе, образовав пять участков.
В 1785 году граф Прованса, брат короля Людовика XVI, будущий король Людовик XVIII, купил для себя и своей фаворитки, Анны Номпар де Комон графини де Бальби, имение, прилегающее к огороду короля. После этого он заказал своему придворному архитектору Жан-Франсуа Шальгрену проектирование и строительство загородного дома, (известного как Le pavillon de la pièce d’eau des Suisses) вместе с пейзажным парком, (известным как Parc Balbi). В новом саду протекал извилистый ручей, устроены острова и бельведер наверху искусственного грота, в образном живописном стиле того времени. В 1798 году павильон и ландшафтные элементы были разрушены, но следы аллей и пруда по-прежнему видны в наше время.

### После Французской революции и до наших дней
В 1793 году в период Французской революции участки огорода были сданы внаём, а инструменты и растения, включая 800 ананасовых кустов, были распроданы на торгах. В 1795 году Конвент объявил о национализации огорода, фермеры-арендаторы были изгнаны, а в огороде открыли школу и научный центр.
Ко времени реставрации монархии, после падения Наполеона I, большая часть территории огорода заросла, а в садах погибло множество деревьев. Новый директор высадил заново фруктовый сад и продолжил выращивание ранних овощей. В 1829 году были смонтированы новые теплицы, обогреваемые горячей водой, что позволило выращивать самые экзотические тропические фрукты и овощи, а в 1840 году в Большой теплице удалось получить урожай бананов.
В 1848 году огород стал частью нового «Агрономического национального института», открытого в Версале, а в следующем году директором был назначен агроном Огюст Арди (фр. Auguste Hardy). Арди руководил школой в период Второй республики, затем в эпоху Второй империи Наполеона III и затем в период Третьей республики. В 1874 году школа была преобразована в Национальную школу садоводства (ENH) (фр. École nationale d'horticulture). В годы руководства Арди в саду росло 9000 экземпляров растений, 309 сортов яблонь, 557 сортов груш и 94 сортов персиков.
Арди скончался в 1891 году, и на пост директора заступил Жюль Нано. Школа стала заниматься обучением в области ландшафтной архитектуры и садоводства; в период между 1892 и 1905 годами это обучение проходил здесь знаменитый ландшафтный дизайнер Эдуард Андре, а затем его сын, Рене-Эдуард. В 1945 году было открыто специальное отделение ландшафтного дизайна и садоводческого искусства.
В 1961 году школа ENH стала Высшей школой, а в 1976 году была открыта Национальная высшая школа ландшафтного искусства (ENSP) (фр. École nationale supérieure du paysage), которую присоединили к ENH. В 1995 году школа ENH переехала в город Анже, а огород короля перешёл в ведение высшей школы ENSP.
Начиная с 1991 года огород открыт для посещения публики (начиная с первых выходных апреля и до последних выходных октября). Ежегодно здесь выращивают свыше 50 тонн фруктов и 30 тонн овощей, которые продают на рынках Версаля и в самой школе. Помимо учебной программы школа регулярно восстанавливает культивирование исторических видов растений и выполняет обширную экспериментальную программу. Студенты проходят двухгодичное предварительное обучение, а затем тратят ещё 4 года на обучение в Версале, в ходе которого проводят исследования на своих небольших земельных участках, а также планируют и выполняют проекты на специфических грунтах.